# Oktettszabály

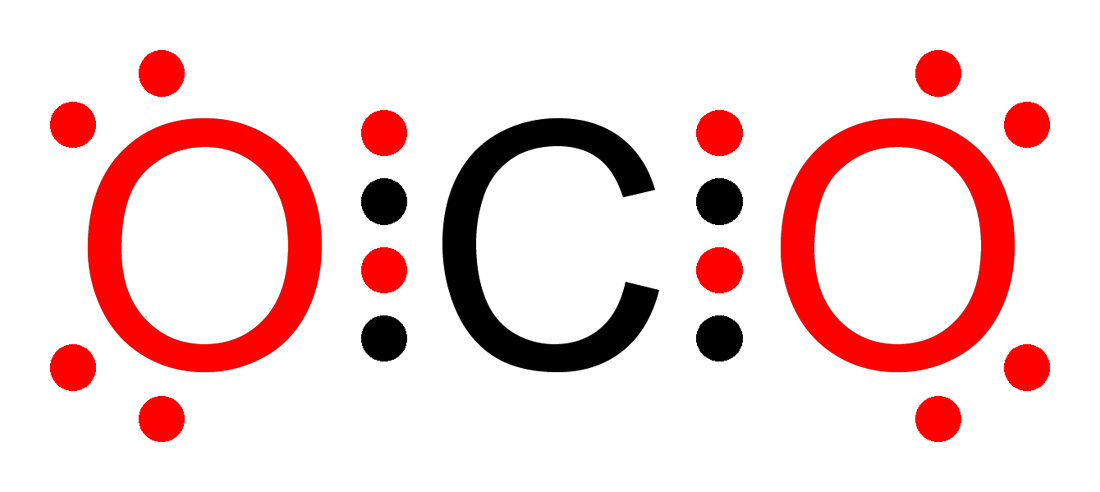
A szén-dioxid (CO_{2}) kötései: minden atomot nyolc elektron vesz körül, eleget téve az oktettszabálynak

Az oktettszabály (más néven oktettelmélet) Gilbert Newton Lewis amerikai fizikus és kémikus által lefektetett, általános, de sok kivétellel rendelkező ökölszabály a kémiában. A szabály értelmében az atomok arra törekednek, hogy a vegyértékhéjukon nyolc elektron legyen, ezzel egy nagyon stabil állapotot, a nemesgázszerkezetet elérve. Ennek érdekében az atomok egy vagy több vegyértékelektront vesznek fel, adnak le, vagy osztanak meg egymás között. Azok az atomok, amelyeknek sikerült elérniük a nemesgázszerkezetet, viszonylag ritkán lépnek kémiai reakcióba más atomokkal, mivel telített a külső héjuk, és nincs rajta párosítatlan elektron.

## Kivételek
A szabály a periódusos rendszer legtöbb elemére vonatkozik, de sok kivétel is van, pl. az átmenetifémek és a ritkaföldfémek.
A bór és a berillium esetében gyakran előfordul, hogy nyolcnál kevesebb elektronnal érik el az ideális energiaállapotot a vegyületeikben. A hidrogén, a hélium és a lítium szintén kivételt képeznek, mert ezek az elemek két vegyértékelektronnal érik el a stabil állapotot. A harmadik, vagy magasabb számú periódusban helyet foglaló atomok (pl. Al, Si, P, S, Cl stb.) gyakran a szabály szerint működnek, de vegyületeikben akár rendelkezhetnek kibővített oktettel is – ami nyolcnál több elektront jelent – mivel alacsonyan elhelyezkedő d-atompályáik szabadon lehetnek. Az ilyen kibővített oktettel rendelkező atomokat hipervalens atomoknak nevezik.